# Senecio litorosus
Senecio litorosus là một loài thực vật có hoa trong họ Cúc. Loài này được Fourc. miêu tả khoa học đầu tiên.